# Béatrice Bellamy
Pour les articles homonymes, voir Bellamy.
Ne doit pas être confondu avec Béatrice Bellay.
Béatrice Bellamy, née le 20 octobre 1966 à Nantes, est une femme politique française. Elle est élue députée de la deuxième circonscription de Vendée (La Roche-sur-Yon sud, Talmont, Chantonnay) en 2022 et réélue en 2024.

## Biographie

### Carrière professionnelle
Béatrice Bellamy, née Bichon à Nantes (Loire-Atlantique), grandit à Cugand (Vendée), où son père est médecin généraliste. Pendant vingt-cinq ans, elle travaille dans le domaine de la santé au sein d'un groupe pharmaceutique. Elle y est notamment directrice régionale. Engagée dans sa commune de La Roche-sur-Yon, bénévole au sein de plusieurs associations locales, elle siège au conseil d'administration de la Ligue nationale contre le cancer.

### Parcours politique
À 23 ans, à Cugand, elle est élue conseillère municipale pour la première fois.
En 2008, lors de l'élection municipale de La Roche-sur-Yon, elle figure sur la liste de Michèle Peltan. Elle n'est pas élue.
En 2014, engagée de nouveau, Béatrice Bellamy participe à la campagne municipale auprès de Luc Bouard et figure sur une liste de la droite et du centre. Sa liste l'emporte avec 53,89 % des suffrages faisant basculer la préfecture vendéenne.
Durant le mandat 2014-2020 puis après la réélection de Luc Bouard en 2020, Béatrice Bellamy est conseillère municipale, déléguée aux événements sportifs.
Engagée dans le parti Les Républicains, Béatrice Bellamy se présente à l'élection législative de 2017 dans la deuxième circonscription de Vendée. Son suppléant est Luc Guyau, agriculteur et syndicaliste français, président de la FNSEA et de la FAO. Elle obtient au premier tour 16,69 % des suffrages loin derrière la candidate du MoDem, Patricia Gallerneau. Au second tour, elle est battue en recueillant 40,42 % des voix.
À la fin de l'année 2021, elle rejoint le parti politique Horizons lancé par l'ancien Premier ministre Édouard Philippe. Elle participe dès lors à la campagne de la majorité présidentielle pour la réélection du président de la République en 2022.
Dans le cadre de la coalition Ensemble, elle est investie par la majorité présidentielle pour être la candidate sur la deuxième circonscription de Vendée, au détriment de Patrick Loiseau, le député sortant. Au premier tour, le 12 juin 2022, elle obtient 25,97 % des suffrages devant Nicolas Hélary, candidat insoumis de la Nupes (21,84 %). Le 19 juin 2022, elle est finalement élue députée de la deuxième circonscription de la Vendée en obtenant 58,42 %. Elle est réélue lors des législatives anticipées de juin et juillet 2024.